# Thing

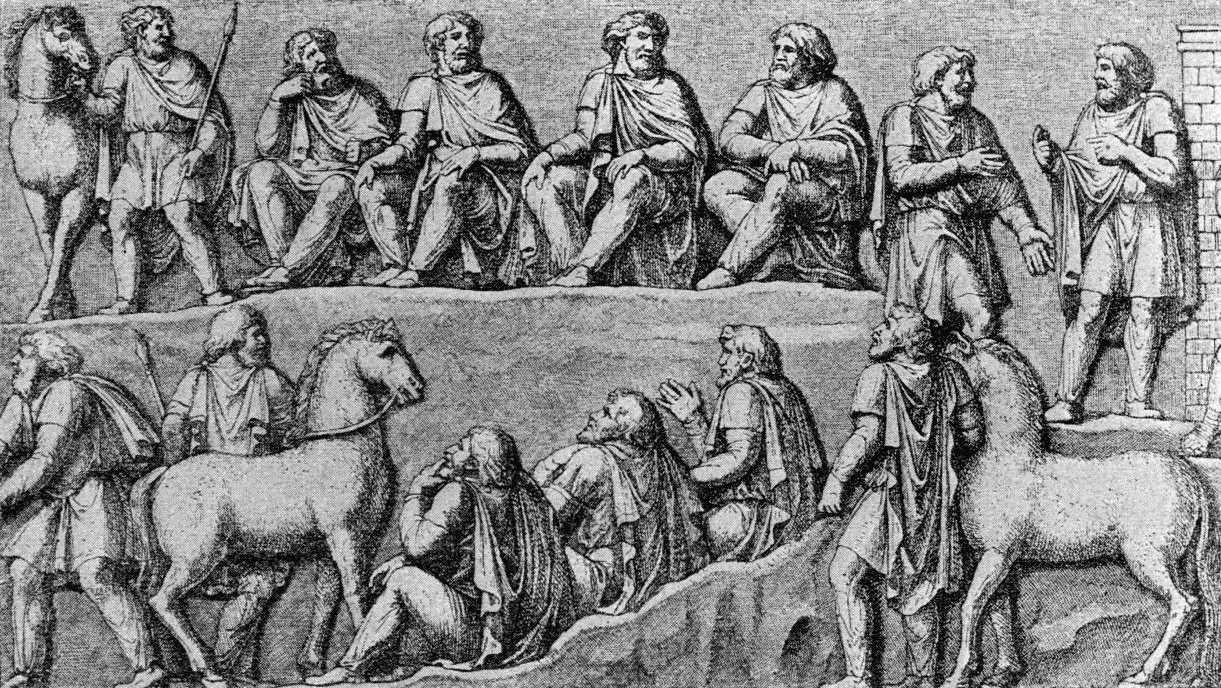
Hình ảnh một thing, vẽ theo một phù điêu trên cột Marcus Aurelius (193 SCN)

Một thing là một hội đồng quản trị trong xã hội các dân tộc German thời xưa, với thành viên là người dân tự do và do "lawman" chủ trì. Từ này xuất hiện trong tiếng Bắc Âu cổ, tiếng Anh cổ, tiếng Iceland dưới dạng þing, trong tiếng Anh trung đại (và hiện đại), tiếng Saxon cổ, tiếng Hà Lan cổ, tiếng Frisia cổ dưới dạng thing, trong tiếng Đức là Ding, và trong tiếng Đan Mạch, tiếng Na Uy, tiếng Thuỵ Điển, tiếng Faroe, tiếng Norn là ting. Tất cả đều bắt nguồn từ danh từ *þingą của ngôn ngữ German nguyên thủy; từ này cùng gốc với từ thing thường gặp hơn trong tiếng Anh, cả hai có ý nghĩa chung là "sự tụ hợp, gom về một chỗ"—nhưng một bên trở thành "hội đồng" hay "cuộc gặp mặt", còn bên kia thành "thứ", "sự vật". Nơi gặp mặt của một thing gọi là "thingstead" (þingstede trong tiếng Anh cổ) hay "thingstow" (þingstōw trong tiếng Anh cổ).
Từ folkmoot (folcgemōt tiếng Anh cổ, "cuộc gặp người dân"; folkesmōt tiếng Anh trung đại; folkemøte tiếng Na Uy) trong tiếng Anh hiện đại có nghĩa tương tự.